# Стефан Караджа (Варненська область)
Сте́фан Караджа́ (болг. Стефан Караджа) — село у Варненській області Болгарії. Входить до складу общини Вилчий Дол.

## Населення
За даними перепису населення 2011 року у селі проживали 715 осіб.
Національний склад населення села:
| Національність   | Кількість осіб | Відсоток |
| ---------------- | -------------- | -------- |
| турки            | 464            | 64,9%    |
| болгари          | 175            | 24,5%    |
| цигани           | 60             | 8,4%     |
| Всього відповіли | 715            |          |

Розподіл населення за віком у 2011 році:
Динаміка населення: